# أسل قزمي
أسل قزمي (الاسم العلمي: Juncus pygmaeus) نوع نباتي يتبع جنس الأسل وينتمي إلى الفصيلة الأسلية.